# Prunus cerasus
Anh đào chua (danh pháp hai phần: Prunus cerasus), là loài thực vật có hoa trong họ Hoa hồng. Loài này được Mill. mô tả khoa học đầu tiên năm 1768.

## Hình ảnh

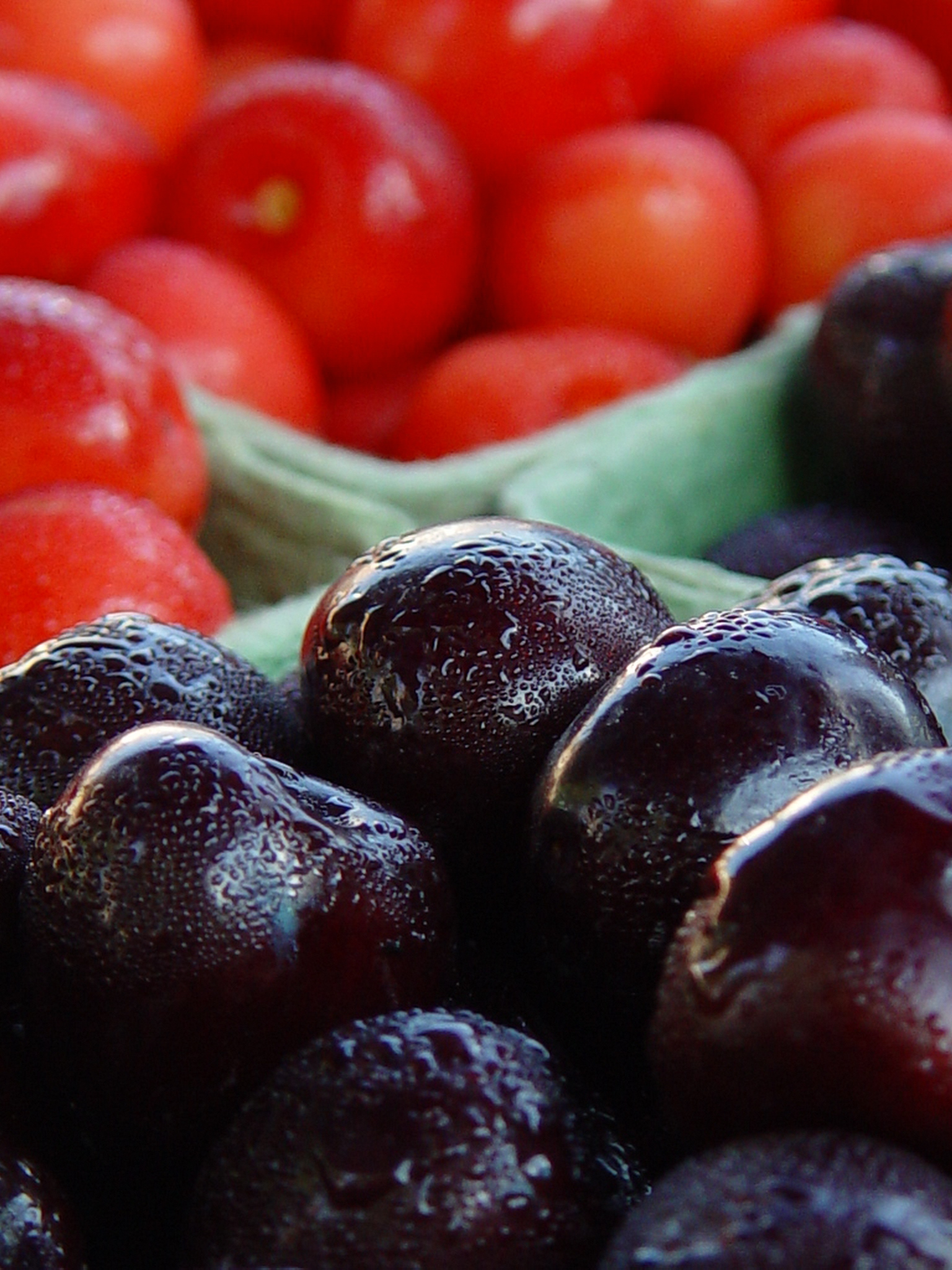
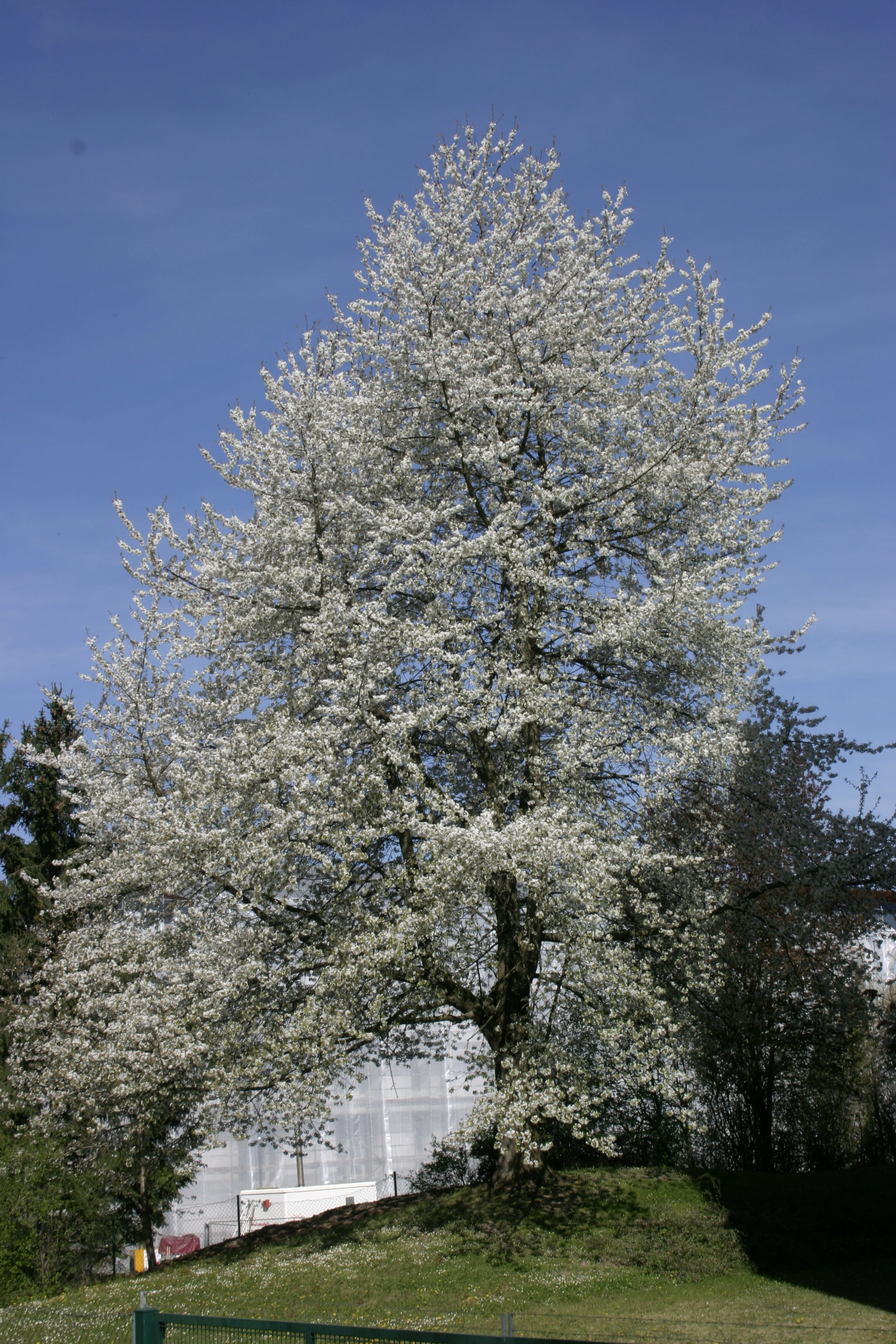
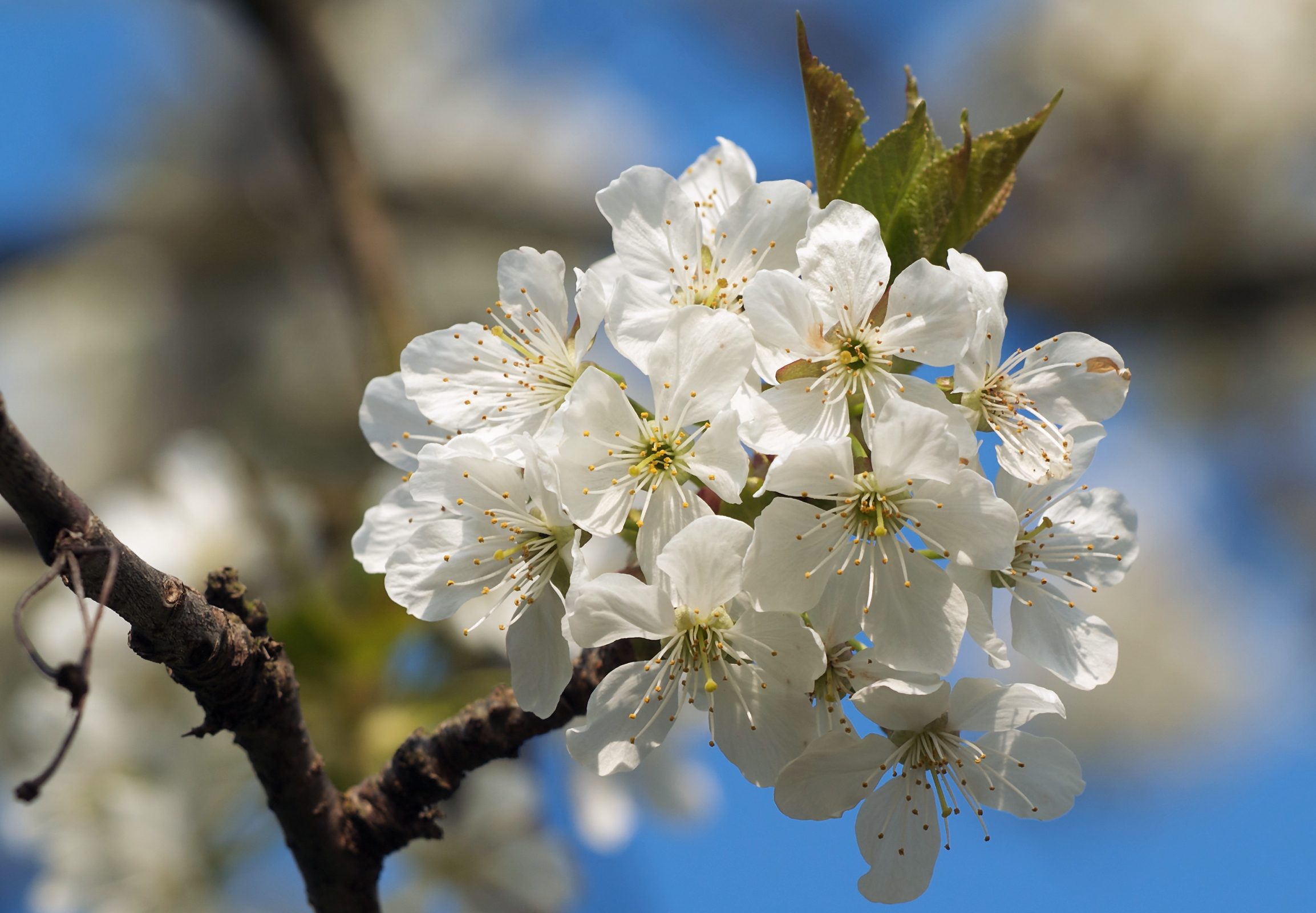
Hoa
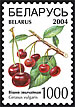
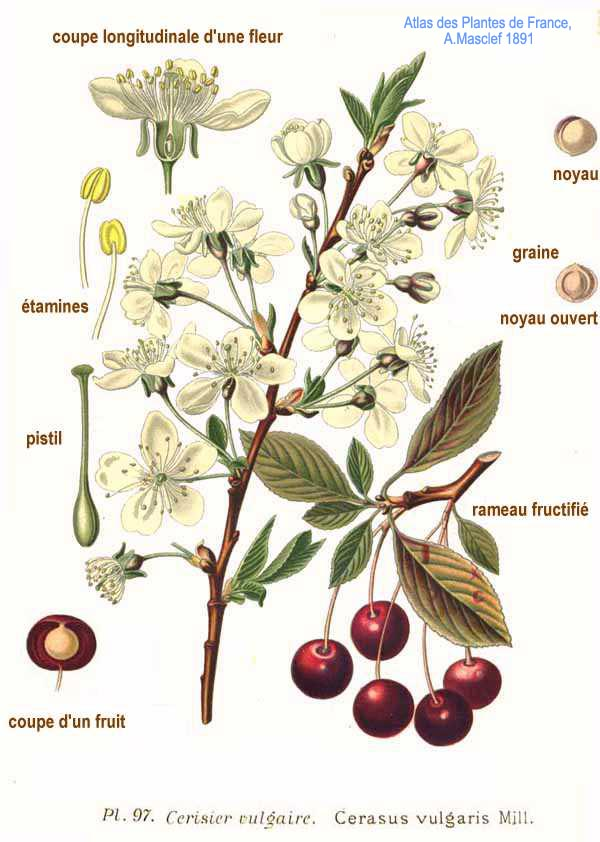